# Karolina Světlá
Karolina Světlá (txec: Karolína Světlá)  (Praga, 24 de febrer de 1830 - Nové Město, 7 de setembre de 1899) va ser una escriptora txeca, de nom real Johanna Rottovà. Formà part dels Májovci ("Maigistes"), grup de poetes i escriptors txecs de l'anomenada "Escola de Maig".
De caràcter popular, nacionalista bohemi, i feminista, la seva obra tracta la temàtica dels drets de la dona, la seva educació i les millores socials. Va escriure Vesnický roman (‘Novel·la camperola’, 1867), Křiž u potoku (‘La creu al rierol', 1868) i Nemodlenec (‘El qui no prega’, 1873).
L'escriptora feminista Eliška Krásnohorská es troba entre les seves deixebles.